# カール・ファウストゥス・フォン・リヒノフスキー
カール・ファウストゥス・ティモレオン・マリア・フォン・リヒノフスキー（Karl Faustus Timoleon Maria Fürst von Lichnowsky, 1819年12月19日 - 1901年10月18日）は、ドイツ・プロイセンの貴族、政治家。モラヴィア・シレジア地方の大領主リヒノフスキー侯爵家の第5代当主。

## 経歴
歴史家のエドゥアルト・フォン・リヒノフスキー侯爵と、その妻のエレオノーレ・フォン・ツィヒ伯爵夫人（Eleonore Gräfin von Zichy）の間の次男として生まれた。1848年の革命騒乱の中、兄のフェリックスがフランクフルト・アム・マインで暴徒に殺害されたため、侯爵家の家督を継いだ。
1847年から1848年までプロイセン統一議会（Vereinigter Landtag）の議員を務め、1852年から1854年まではプロイセン領邦議会の、1854年からはプロイセン貴族院の世襲議員を務めた。自由保守党に所属し、1867年には北ドイツ連邦議会（Reichstag (Norddeutscher Bund)）の、1871年にはドイツ帝国議会の議員となった 。また、シュレージエン州議会の議員をも務めた。プロイセン軍の名誉的な陸軍中将にも任命されている。
1859年5月2日にパリにいて、クロイ公爵家の公女であるマリー・フォン・クロイ（Marie von Croÿ, 1837年 - 1915年）と結婚し、間に1男2女の3人の子女をもうけた。長男で後継ぎのカール・マックス（1860年 - 1928年）は外交官となり、長女のカロリーネ（1861年 - 1933年）はレーデルン伯爵夫人、次女マルガレーテ（1863年 - 1954年）は美術史家カロル・ランツコロンスキ伯爵の夫人となった。